# Jeg som vi
Jeg som vi er en film instrueret af Helle Pagter Kristensen.